# Robert Maximilian Helmschrott
Robert Maximilian Helmschrott (* 23. August 1938 in Weilheim in Oberbayern) ist ein deutscher Komponist. Er war Professor für Musiktheorie und kirchenmusikalische Komposition an der Hochschule für Musik und Theater München.

## Leben
Robert M. Helmschrott bekam mit 11 Jahren seinen ersten Unterricht (Klavier) von seinem Vater, der Lehrer war. Mit 13 Jahren wurde er Organist an der Kirche St. Pölten in Weilheim. Seine musikalischen Studien absolvierte er an der Hochschule für Musik in München (u. a. bei Harald Genzmer und Wolfgang Jacobi).
Bereits 1954 begann er mit privaten Studien bei Pierre Froidebise in Lüttich (Belgien), welcher Schüler von Charles Tournemire war, ab 1961 dann auch bei Fritz Büchtger in München und später bei Goffredo Petrassi und Luigi Dallapiccola in Siena (Italien).
Von 1959 bis 1961 war Helmschrott als Organist und Chorleiter an der Kirche St. Thaddäus in Augsburg tätig, von 1961 bis 1967 in gleicher Funktion an der Kirche St. Johann in Erding. Nach zweijährigem Romaufenthalt engagierte ihn Peter Jona Korn an das Richard-Strauss-Konservatorium der Landeshauptstadt München. 1972 wechselte er (verpflichtet von Fritz Schieri) an die Hochschule für Musik in München, wirkte dort zunächst als Lehrbeauftragter, dann als Honorarprofessor und Professor, später, von 1992 bis 1995, als Vizepräsident und von 1995 bis 2003 als Präsident.
Helmschrott war von 1969 bis 1979 Mitarbeiter im Studio für Neue Musik, München (zusammen mit Fritz Büchtger, Edith Urbanczyk, Wilhelm Killmayer und Günter Bialas), 1979 gründete er das Forum MUSICA SACRA VIVA, neue geistliche Musik in Münchner Kirchen, das er bis 1994 künstlerisch und organisatorisch leitete. Zeitweise war er 1. Stellvertretender Vorsitzender des Verbandes Münchner Tonkünstler (bis 1979) und gehörte von 1991 bis 2015 als Vertreter von Komponisten-Organisationen dem Rundfunkrat des Bayerischen Rundfunks an.
Als Organist (in eigener Sache) unternahm er Reisen nach Italien, Spanien, Frankreich, England, Tschechien, Russland, Ukraine, Indien, Japan, Hongkong, Taiwan, USA, Südafrika und in die DDR.
Helmschrott schrieb liturgische Musik, weltliche und geistliche Chormusik, Kammermusik, Orchesterwerke. Ein Großteil seines Schaffens ist der Orgelmusik gewidmet.

## Auszeichnungen
- Stipendiat der Deutschen Akademie Villa Massimo in Rom (1967–1969)
- Stipendiat der Cité Internationale des Arts in Paris (1975)
- Förderpreis für Musik der Landeshauptstadt München (1972)
- Förderpreis für Musik der Landeshauptstadt Stuttgart (1973)
- Erster Preis im Internationalen Kompositionswettbewerb der Stadt Avila (Spanien) und Vercelli (Italien), 1974
- Siemens-Förderungspreis (für Musica Sacra Viva) (1983)
- Bundesverdienstkreuz am Bande (23. August 1990)[2]
- „Artist-in-Residence“ in der MacDowell Colony, Peterborough, New Hampshire (USA) (1993)
- Professor ehrenhalber (e. h.) der Pädagogischen Universität Tiflis, Georgien (2000)
- Doctor honoris causa der Staatlichen Universität für Musik, Bukarest (2003)
- Kulturpreis der Stadt Weilheim in Oberbayern (Dezember 2014)

## Werke

### Orgel solo
- Michaelismen
- Prière pour la paix (alle Leuckart, München)
- Reductio, Hommage à Albertus Magnus
- Recital
- Meditation über den Psalm 138 „Confitebor tibi Domine“
- Drei Stücke: in memoriam I. S. (Igor Strawinsky) (alle Kistner & Siegel, Köln)
- Epitaph, Trauermusik für F. B. (Fritz Büchtger)
- Orgelpsalter
- Meditation I über den Psalm 130 „De profundis“ (pour Jean-Pierre Leguay)
- Mediation II über den Ps. 121 „Ad te levavi“
- Meditation IV über den Ps. 85 „Da pacem“
- Meditation V über den Ps. 150 „Laudate Dominum“ (alle Möseler, Wolfenbüttel)
- Dans la lumière (Edition Leduc, Paris)
- Furioso Infernal (für Harald Feller)
- Simbolo di Pace
- Litanei „Benedicere“ (alle Edition Schott, Mainz)
- „Mariengruß“, drei Choralvorspiele
- Nomina, drei Stücke für Orgel
- Nocturne
- Finis (alle Böhm & Sohn, Augsburg)
- Tonadas y danzas del Campo Leonés (Edicion semana internacional de organo. Leon, Spanien)
- Mozart in Ingolstadt (für Franz Hauk)
- Passaggio nel tempo (für Klemens Schnorr)
- Nachklang (für Ulrich Knörr)

### Orgel mit Instrumenten
- Gregorianische Hymnen für Blechbläserquartett und Orgel
- Salut für Trompete und Orgel (Edition Schott, Mainz)
- Karthago für Orgel und 7 Trompeten
- Omnia für Orgel, 4 Trompeten, 4 Posaunen, Violine und Stimme
- Les quatre moments du jour pour 4 orgues positifs
- Bucolica für 10 bukolische Instrumente und Orgel
- Paraboles für Saxophonquartett und Orgel
- Lamento, Konzert für Orgel, Streichorchester und Schlagwerk

- Sonata da chiesa Nr. 1 für Posaune und Orgel
- Sonata da chiesa Nr. 2 für Oboe und Orgel
- Sonata da chiesa Nr. 3 für 2 Trompeten und Orgel
- Sonata da chiesa Nr. 4 für Trompete und Orgel
- Sonata da chiesa Nr. 5 für Flöte und Orgel
- Sonata da chiesa Nr. 6 für Trompete, Posaune und Orgel
- Sonata da chiesa Nr. 7 für Violoncello und Orgel
- Sonata da chiesa Nr. 8 für Violine und Orgel
- Sonata da chiesa Nr. 9 für Violine, Violoncello und Orgel
- Sonata da chiesa Nr. 10 für Klarinette und Orgel
- Sonata da chiesa Nr. 11 für Horn und Orgel
- Sonata da chiesa Nr. 12 für 3 Trompeten, 3 Posaunen und Orgel (alle Bote & Bock, Berlin/Boosey & Hawkes, London)

### Klaviermusik
- Heptagon, 7 Stücke für Klavier
- Tanrilar, 4 Skizzen aus einer griechischen Provinz
- Les Dudies, trois pièces (für Dudana Mazmanishvili)
- Abgesang für R. G. (Romano Guardini)
- Musica piccolina (Barock-Musikverlag, Fulda)
- Les petits chemins für 2 Klaviere (Böhm & Sohn, Augsburg)

### Kammermusik
- Klavierquartett (Möseler, Wolfenbüttel)
- Atmosfera ovattata (nach einem Brieftext von Francesca Modica) für Flöte und Sopran
- Atmosfera ovattata II für Gitarre und Sopran
- Atmosfera ovattata III für Sopran, Flöte, Trompete, Vibraphon und Kontrabass
- Movimenti für Violoncello und Klavier
- Primum mobile für Klaviertrio (alle Orlando-Musikverlag, München)
- Invention für Klarinette, Posaune und Fagott (Bosse-Verlag, Regensburg)
- Ballata für Xylophon und Boo-bames (Bote & Bock, Berlin/Boosey & Hawkes, London)
- Tre pagine per flauto solo (per Severino Gazzelloni), (Bote & Bock, Berlin/Boosey & Hawkes, London)
- Al mattino per flauto solo
- Impresiones für Posaunenquartett

### Lieder
- „Amour couleur de Paris“, 5 Lieder nach Texten von Jules Romain
- „Les trois hymnes primitifs“, 3 Lieder nach Texten von Victor Segalen
- „Wolkenlieder“, 3 Lieder nach Texten von Karl-Alfred Wolken (alle Orlando Musikverlag, München)
- „Vollendung“, 3 Lieder nach Texten von Richard Exner
- „Lieder eines Lumpen“, neun Gesänge nach Versen von Wilhelm Busch für Bariton, Klarinette, Klavier, Kontrabass und Schlagzeug
- Neue Chansons nach Texten von Marcel Valmy

### Weltliche Chormusik
- „Begegnung“, 7 Chorlieder für gem. Chor nach Texten von Richard Exner
- „Menschenzeit“ 5 Chorlieder nach Texten von Richard Exner
- „Hesse-Lieder“ für gem. Chor
- „Bruder Nacht“ für Männerchor
- „Leben eines Mannes“ für Männerchor (alle Edition Schott, Mainz)
- „Silvester“
- „Von Trauer und Trost“ (Concertino-Musikverlag, Olfen)
- „Das Mädchen auf der Bank“, Romantical
- „Ave Maria“ (Musikverlag Hajo, Großrosseln)

### Geistliche Solo- und Chormusik
- „Cantica Eucaristica“ für Stimme und Orgel
- „Psalmi“ für Stimme und Orgel (Auftragswerk des Deutschen Evangelischen Kirchentags, Berlin 1977)
- „Heilig-Geist-Intentionen“ für Vorsänger, 4stg. gem. Chor und Orgel (alle Möseler Verlag, Wolfenbüttel)
- „Der kurze Lobpreis“ für hohen Sopran und Orgel
- „Weihnachtsmusik“ für Vorsänger, 4stg. gem. Chor und Orgel (alle Verlag Böhm & Sohn, Augsburg)
- „Das Gebet um Frieden“ (Text von Papst Paul VI.) für Vorsänger, 4stg. gem. Chor und Orgel
- „Der 150. Psalm“ (Hommage a Strawinsky) für 5stg. gem. Chor und 10 Instrumente
- „Preghiera“ (nach einem Text von Michel Quoist) für 4-7stg. gem. Chor und Blechbläserquartett

### Kantaten/Oratorische Werke
- „Was Dich verwandelt“ für Stimmen und Instrumente
- „Zeit und Erinnerung“ (auf Texte von Horst Bienek) für Sprecher und 4-8stg. Chor
- „Amor mi spira. Cantata allegorica“ nach Texten von Dante Alighieri für Sprecher, Sopran- und Tenorsolo, 4-8stg. Chor und Bordun (Auftragswerk des Bayerischen Rundfunks, Studio Nürnberg)
- „Kyrie und Choral“ für 4-8stg. Chor (Auftragswerk Münchner Bachchor 2000)
- Der 34. Psalm „In Gottes treuer Hut“ für Chor, Sopran-Saxophon und Orgel (Auftragswerk der Europäischen Kirchenmusikwochen Schwäbisch Gmünd)
- „Pax“ für Posaune und 4-12stg. Chor (Verlag Strube, München; Auftragswerk Deutscher Evangelischer Kirchentag München 1993)
- „Cross and Freedom“ (Bonhoeffer-Kantate) für Sopran-, Tenor-, Basssolo, 4-8stg. Chor, Violine, 4 Posaunen und Orgel (Auftragswerk des Union Theological Seminary, New York)
- „Deutung des Daseins“ (Guardini-Kantate) für Sprecher, Soli, Chor, 2 Trompeten, Streichorchester und Orgel (Auftragswerk der Kath. Akademie in Bayern, 1998)
- S.P.Q.R. (Senatus populusque romanus), Chorszene für Sprecher, 2 Chöre, Blechbläser und Schlagzeug
- „Lumen. Ein interreligiöser Dialog“ für Soli, Chor und Orchester (2017)

### Orchesterwerke
- „Cherubim“ für Streichorchester (Verlag Böhm & Sohn, Augsburg)
- Sonata da camera für Oboe und Streichorchester
- „The end is the beginning“ für Streichorchester
- „Carrefour“ für Orchester
- „Influentiae“, Riflessioni su Dante per orchestra (Orlando-Musikverlag, München)
- „Entelechiae“, Riflessioni su Dante per orchestra (Orlando-Musikverlag, München)
- „Empyreum“, Riflessioni su Dante per orchestra

### Liturgische Musik
- Liturgische Gesänge (Proprien) und Antiphonen für 35 Sonntage des Jahres
- 9 Messen, darunter die UNISONO-Messe in deutscher Sprache (Böhm & Sohn, Augsburg), holländischer Sprache (Annie Bank, Amsterdam), italienischer Sprache (LDC, Torino)
- 46 Liedsätze zu Kirchenliedern
- „Pater noster“ für Vorsänger, gem. Chor und Blechbläsersextett
- „Laßt uns dem Leben trauen“, Eröffnungsmusik zum 88. Deutschen Katholikentag, 1984
- Kv „Alles, was atmet, lobe den Herrn“, abgedruckt im „Gotteslob“, Gesangbuch der Deutschen Bischofskonferenz, im Schweizerischen Kirchengesangbuch, im Österreichischen Kirchengesangbuch, im Gebet- und Gesangbuch für die Lourdes-Wallfahrer u. a.

## Diskographie
- Der kurze Lobpreis/Cantica Eucaristica (Elfriede Demetz, Hans Mayrhofer, Robert Helmschrott), Teldec TST 76663, vergriffen
- Meditation III „Confitebor tibi Domine“ für Orgel, Teldec TST 76664, vergriffen
- Meditation-Frieden – Orgelpsalter / Meditation IV da pacem / Heilig-Geist-Intentionen (Franz Lehrndorfer, Orgel, Kammerchor der Hochschule für Musik München, Ltg. Fritz Schieri), LP Christophorus SFG, vergriffen
- Sonata da chiesa Nr. 1 (Abbie Conant, Klemens Schnorr), CD Audite 368410
- Sonata da chiesa Nr. 4 (Gerd Zapf, Franz-Leo Mazerath), CD Ars FCD 368360
- Sonata da chiesa Nr. 5, bearbeitet für Saxophon und Orgel (M. Wordtmann, H. M. Limberg), CD Piper records 97796
- Pax für Posaune und Chor (Kammerchor St. Lorenz, Nürnberg), CD Motette 50661
- Lamento, Konzert für Orgel, Streichorchester und Schlagwerk, CD GMCD 7240
- Deutung des Daseins (Guardini-Kantate) – (ViaNova-Chor, München, Georgisches Kammerorchester Ingolstadt), CD GMCD 7319
- Cross and Freedom (Bonhoeffer-Kantate) – (Dresdner Kammerchor), CD Vienna Modern Masters VMM 3027
- Metarmorphose – Symphonic dialogue, Psalmmeditationen für Orgel und Schlagzeug (1984 aufgenommen im Münchner Liebfrauendom) (Hermann Gschwendtner, Robert M. Helmschrott), CD col legno WWE 20012
- Die 12 Kirchensonaten, Doppel-CD col legno WWE 20013
- Pax tecum (Litanei Benedicere, Simbolo di pace), CD ORGANpromotion
- Symphonic organ music – Dans la lumière, Furioso Infernal, CD GMCD 7309
- „Nomina“ (Nomina, Drei Stücke in memoriam Igor Strawinsky, Zwei Choralvorspiele, Epitaph, Kleine Orgelmusik „Battesimo“, Finis), Robert M. Helmschrott an der ehemaligen Steinmeyerorgel der Hochschule für Musik und Theater München, ArtVoice 04875
- „Nachklang“, Musik für Orgel (Battesimo, Nomina, Finis, Nocturne, Epitaph, In memoriam I. S., Michaelismen, Dans la lumière, Reductio, Recital, Orgelpsalter, Tonadas y Danzas, Infernal, Mariengruß, Nachklang), Doppel-CD Art Voice Nr. 04929
- Entelechiae per orchestra (The Ruse Philharmonic orchestra), CD Vienna Modern Masters VMM 3035

## Filme
- Bayerisches Fernsehen
- Kunst und Glauben
- Komponistenporträt Robert M. Helmschrott
- Zwei Filme von Michael Winter, 1987

## Veröffentlichungen
- mit Helmut Ammann: Rufe. Texte, Töne, Bilder zur Meditation. Pfeiffer, München 1985, ISBN 3-7904-0436-5.

- Künstlerrede. In: Die unglaublichen Brüder. Künstlerreden und Predigten zum Aschermittwoch. Verlag St. Michaelsbund 2005
- Beständig bleiben. In: Herbert Paulmichl – Kirchenmusiker, Komponist. Folio-Verlag, Wien/Bozen 2006, DNB 974898236
- Kirchenmusikalische Fragen. Sendereihe für den Vatikanischen Rundfunk, 1968–1974
- Musik und Transzendenz. Vortrag Kath. Akademie 2008